# Macrostylis carinifera
Macrostylis carinifera là một loài chân đều trong họ Macrostylidae. Loài này được Mezhov miêu tả khoa học năm 1988.